# Actinomycetaceae
Actinomycetaceae ist eine Familie der Bakterien-Ordnung Actinomycetales, zu denen man acht Gattungen rechnet (Stand 2020). Die Gattung Actinomyces enthält die meisten Arten. Charakteristisch für die Vertreter der Actinomycetaceae sind langgestreckte, oft verzweigte Zellen, mit Ausnahme der Gattung Mobiluncus ohne aktive Bewegung, überwiegend anaerobes Wachstum und positives Verhalten in der Gram-Färbung.
Die Familie Actinomycetaceae wird oft auch als „Aktinomyzeten“ oder „Aktinomyceten“ bezeichnet. Diese Bezeichnungen sind jedoch nicht eindeutig, weil damit auch die Ordnung Actinomycetales und die Gattung Actinomyces bezeichnet werden.

## Gestalt, Zellstruktur
Aktinomyzeten bilden in der Regel gerade oder gekrümmte stäbchenförmige Zellen mit einem Durchmesser von 0,2 – 3,0 µm. Die Länge ist sehr unterschiedlich, es kommen kurze coccoide Zellen vor und auch lange fädige bis zu einer Länge von 50 µm oder sogar darüber. Einige Arten bilden kleine, verzweigte Myzelien. Die langfädigen Formen und Myzelien vermehren sich gelegentlich durch Zerfall in kurze Zellen (Segmentation). Die Vertreter der Actinomycetaceae sind grampositiv. Aktive Bewegung kommt nur bei der Gattung Mobiluncus vor, und zwar durch jeweils ein Flagellum oder durch mehrere (bis 8), die an einem Zellende angeordnet sind. Bei dieser Gattung kommen auch Formen vor, die zwar eine typische Zellwand grampositiver Bakterien besitzen, die aber so dünn ist, dass sie sich bei der Gram-Färbung gramvariabel oder gramnegativ verhalten.

## Stoffwechsel
Die Vertreter der Familie Actinomycetaceae sind überwiegend anaerob, einige sind fakultativ aerob, nur wenige besitzen das Enzym Katalase. Bei einigen Arten wird durch eine hohe Kohlenstoffdioxid- (CO2) bzw. Hydrogencarbonat- (HCO3−) Konzentration im Nährmedium Wachstum unter aeroben Bedingungen ermöglicht. Die meisten Aktinomyzeten benötigen zum Wachstum ein komplexes Nährstoffangebot. Häufig haben sie einen fermentativen Energiestoffwechsel, bei dem Kohlenhydrate zu organischen Säuren umgesetzt werden. Einige Vertreter der Familie können Nitrat (NO3−) zu Nitrit (NO2−) reduzieren.

## Vorkommen, Lebensweise
Die meisten Aktinomyzeten kommen in warmblütigen Wirbeltieren vor, entweder als Pathogene oder als Kommensalen. Das Temperaturoptimum des Wachstums liegt deshalb relativ hoch: 30 – 37 °C. Die Pathogene verursachen verschiedene Krankheiten, u. a. Aktinomykosen.

## Systematik

### Äußere Systematik
Die Ordnung Actinomycetales ist sehr artenreich und wird in mehrere Unterordnungen und Familien aufgegliedert, neben der Unterordnung Actinomycineae mit der Familie Actinomycetaceae beispielsweise die Unterordnung Corynebacterineae mit den Familien Mycobacteriaceae und Nocardiaceae, zu denen die medizinisch relevanten Gattungen Mycobacterium bzw. Nocardia gehören, sowie die Unterordnung Micrococcineae mit den Familien Brevibacteriaceae und Micrococcaceae.

### Innere Systematik
Die Familie Actinomycetaceae umfasst die folgenden Gattungen (Stand 2020), dazu eine Auswahl von Arten:
- Actinobaculum Lawson et al. 1997 emend. Yassin et al. 2015

- Actinobaculum suis (Wegienek & Reddy 1982) Lawson et al. 1997 emend. Yassin et al. 2015 (Typusart)

- Actinomyces Harz 1877

- Actinomyces bovis Harz 1877 (Typusart)
- Actinomyces canis Hoyles et al. 2000
- Actinomyces funkei Lawson et al. 2001
- Actinomyces gerencseriae Johnson et al. 1990
- Actinomyces graevenitzii Pascual Ramos et al. 1997
- Actinomyces israelii (Kruse 1896)  Lachner-Sandoval 1898
- Actinomyces naeslundii Thompson & Lovestedt 1951 emend.  Henssge et al. 2009
- Actinomyces odontolyticus Batty 1958
- Actinomyces weissii Hijazin et al. 2012

- Actinotignum Yassin et al. 2015

- Actinotignum schaalii Yassin et al. 2015 (Typusart)

- Arcanobacterium Collins et al. 1983 emend. Hijazin et al. 2012

- Arcanobacterium haemolyticum (ex Mac Lean et al. 1946) Collins et al. 1983 (Typusart)

- Flaviflexus Du et al. 2013

- Flaviflexus huanghaiensis Du et al. 2013 (Typusart)

- Mobiluncus Spiegel & Roberts 1984 emend. Hoyles et al. 2004

- Mobiluncus curtisii Spiegel & Roberts 1984 emend. Hoyles et al. 2004 (Typusart)

- Trueperella Yassin et al. 2011

- Trueperella pyogenes (Glage 1903) Yassin et al. 2011 (Typusart)

- Varibaculum Hall et al. 2003 emend. Glaeser et al. 2017

- Varibaculum cambriense corrig. Hall et al. 2003 (Typusart)

### Änderungen in der Systematik und Synonyme
Die Art Trueperella pyogenes weist mehrere Synonyme auf. Sie wurde 1903 von Glage als Bacillus pyogenes beschrieben, 1918 von Eberson als Corynebacterium pyogenes zur Gattung Corynebacterium und 1982 von Reddy als Actinomyces pyogenes zur Gattung Actinomyces gestellt. Phylogenetische Analysen einiger Actinomyces-Spezies führten 1997 zur Etablierung weiterer Gattungen in der Familie Actinomycetaceae, in diesem Zusammenhang wurde die Art als Arcanobacterium pyogenes reklassifiziert. Vergleichende Studien der Chemotaxonomie und Phylogenetik führten dann zur Einordnung als Trueperella pyogenes (Glage 1903) Yassin et al. 2011 in die Gattung Trueperella.
2004 zeigten Hoyles et al., dass die Spezies Falcivibrio grandis Hammann et al. 1984 (die Typusart der Gattung Falcivibrio Hammann et al. 1984) ein später beschriebenes heterotypisches Synonym der Art Mobiluncus mulieris Spiegel & Roberts 1984 ist. Gemäß der Regel 37a des International Code of Nomenclature of Bacteria (Bakteriologischer Code) ist der Gattungsname Falcivibrio damit nicht mehr gültig und die Arten dieser Gattung wurden zur Gattung Mobiluncus gestellt.